# Ausschreiben vom 4. Juli 1771
Das Ausschreiben vom 4. Juli 1771 des Markgrafen Karl Alexander von Brandenburg-Ansbach ist wahrscheinlich die älteste denkmalschützende Rechtsvorschrift in Deutschland.

## Geschichte
Initiiert wurde das Ausschreiben (ein Rundschreiben in gedruckter Form an die Dienststellen der Markgrafschaft) durch den Archivar des Markgrafen auf der Plassenburg, Philipp Ernst Spieß. Die Wirkung des Ausschreibens in der Praxis scheint begrenzt gewesen zu sein, denn knapp neun Jahre später wird es durch das Ausschreiben vom 10. April 1780 inhaltlich vertieft und wiederholt, weil es so wenig Wirkung gezeigt habe.

## Inhalt
In einer Einleitung, die zunächst ganz formal die Herrschertitel des Markgrafen listet, wird auf eine andere Verordnung Bezug genommen, die dem Schutz historischen Archivguts diente und die der Markgraf am 8. Februar 1771 erlassen hatte. Auch der folgende erste Abschnitt des Ausschreibens vom 4. Juli 1771 befasst sich in erster Linie mit historischen, schriftlichen Quellen und Ausarbeitungen, die dem Archiv des Markgrafen zu übergeben seien. Auch ein Abwanderungsschutz für solches Kulturgut über die Landesgrenze der Markgrafschaft hinaus ist vorgesehen.
Der zweite Abschnitt behandelt denkmalschützerische Anliegen: Er befasst sich mit Fällen, in denen darauf geachtet werden soll, dass wichtige bauliche Zeugnisse nicht beschädigt werden. So sollen bei Renovierung, Umbau oder Abriss historischer Gebäude solche Teile der Ausstattung oder der Gebäude selbst geschützt und gesichert werden, die als „Monumente“ historische Quellen darstellen.